# مايك كيلوغ
مايك كيلوغ (بالإنجليزية: Mike Kellogg)‏ هو لاعب كرة قدم أمريكية أمريكي، ولد في 28 أكتوبر 1942 في توسان في الولايات المتحدة.

## وصلات خارجية
- مايك كيلوغ على موقع مرجع كرة القدم المحترفة.كوم (الإنجليزية)
- مايك كيلوغ على موقع JustSportsStats.com (الإنجليزية)